# Cleptometopus auratoides
Cleptometopus auratoides là một loài bọ cánh cứng trong họ Cerambycidae.